# Crise do lixo no Líbano

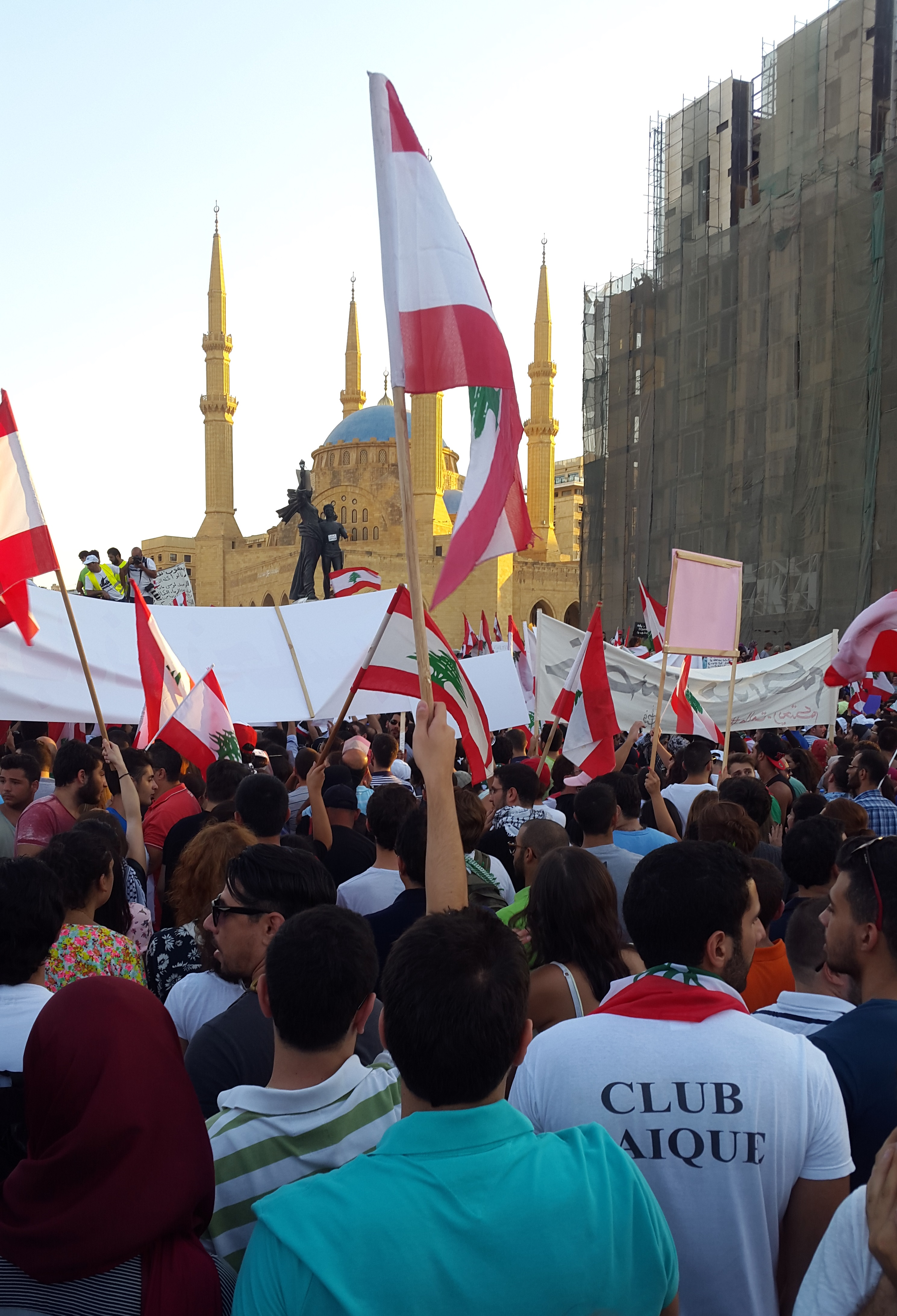
Manifestação na Praça dos Mártires em 29 de agosto de 2015.

Crise do lixo no Líbano refere-se a uma série de eventos ocorridos em resposta ao fracasso do governo libanês em encontrar soluções para uma crise de resíduos sólidos causada pelo fechamento do aterro de Beirute e da região Monte Líbano em Naameh (sul de Beirute) em julho de 2015. O fechamento levou a empresa de resíduos da região, Sukleen, a suspender a coleta, provocando um acumulo de lixo doméstico nas ruas. Uma série de pequenos mas crescentes protestos, liderados pelo movimento #YouStink (#VocêFede), foram realizados durante todo o verão, culminando em grandes protestos em agosto. Estes atraíram milhares de manifestantes, mas também provocariam confrontos com a polícia. 
Os protestos foram categorizados por slogans cômicos e cantos criativos que, em sua maioria, ligavam figuras políticas à crise. No entanto, os manifestantes também gritavam vários cantos populares durante as revoltas da Primavera Árabe em toda a região, incluindo "Ash-shab yurid isqat an-nizam" (que significa "O povo quer derrubar o regime"). 
A manifestação cristalizou as reivindicações acumuladas contra a corrupção endêmica, o mau funcionamento do Estado e a paralisia das instituições políticas.